# احمد رحیل
احمد رحیل (عربی: أحمد رحيل الظفيري؛ زادهٔ ۲۱ فوریهٔ ۱۹۹۶) بازیکن فوتبال است.
از باشگاه‌هایی که در آن بازی کرده‌است می‌توان به باشگاه ورزشی العربی کویت اشاره کرد.
وی همچنین در تیم‌های ملی فوتبال کویت، و کویت، بازی کرده‌است.